# Chris Führich
Chris Jan Führich (Castrop-Rauxel, Renania del Norte-Westfalia, 9 de enero de 1998) es un futbolista alemán. Juega de centrocampista y delantero en el VfB Stuttgart de la Bundesliga.

## Trayectoria
Chris Führich nació en Habinghorst, un distrito de la ciudad de Castrop-Rauxel, Habinghorst. Comenzó a jugar en las categorías inferiores del FC Schalke 04. En 2013 se unió al equipo sub-16 del Borussia Dortmund antes de pasar al Bochum en el invierno de 2015. Solo seis meses después, Führich volvió a unirse al equipo sub-19 del Rot-Weiß Oberhausen. Allí marcó nueve goles en 26 partidos de la Bundesliga A-Junior Oeste en la temporada 2016-17.
Para la temporada 2017-18, Führich ascendió al segundo equipo del Colonia. Hizo su debut en la Regionalliga West el 29 de julio de 2017.
El 13 de diciembre de 2017, Führich disputó por primera vez un partido de la Bundesliga cuando entró como suplente en el minuto 72 en el partido del Colonia contra el Bayern de Múnich. En el siguiente partido en casa contra el Wolfsburgo el 16 de diciembre de 2017, formó parte del once inicial.
Para la temporada 2019-20, el Borussia Dortmund fichó al centrocampista para su segundo equipo. En enero de 2020, Führich y su compañero Steffen Tigges pudieron participar en la concentración invernal del primer equipo en Marbella . Como titular, fue utilizado de forma variable en el mediocampo y en las bandas ofensivas, solo se perdió un partido de liga hasta que se canceló la temporada debido a la pandemia de COVID-19 y fue uno de los jugadores ofensivos más efectivos del equipo con 14 goles . A partir de mayo de 2020, Führich fue ascendido por su entrenador Lucien Favre para disputar la Bundesliga. Fue convocado cinco veces para la convocatoria de la jornada, pero no disputó ningún juego.
En la 2020-21 fue cedido por toda la temporada al SC Paderborn 07, descendido en la temporada 2020-21 a la 2. Bundesliga , pero finalmente fue fichado por 700 mil euros en el mercado de verano. Allí fue utilizado en todos los partidos de liga, principalmente en las bandas, a veces también como delantero centro. Führich se acostumbró rápidamente a la segunda división: en la segunda jornada marcó dos goles en la victoria por 3-4 contra el Hamburgo y asistió el tercero. Führich también participó directamente en tres goles en la victoria por 8:3 en Aue, el partido con mayor cantidad de goles de la temporada. Marcó en la temporada 13 goles y dio 7 asistencias en 34 partidos de liga, mientras que disputó 3 encuentros de Pokal marcando un gol y cediendo una asistencia.

### Stuttgart
Para la temporada 2021-22, Führich fichó por el Stuttgart por 2.5 millones de euros, con quien firmó contrato el 19 de julio de 2021 por cinco años. Sin embargo, el jugador estuvo de baja durante varias semanas durante la preparación debido a una lesión en la clavícula.

## Selección nacional
Fue convocado por primera vez por Julian Nagelsmann con la selección absoluta para la fecha FIFA de octubre de 2023, para los partidos amistosos ante Estados Unidos y México.

### Participaciones en Eurocopas
| Copa          | Sede     | Resultado        | Partidos | Goles |
| ------------- | -------- | ---------------- | -------- | ----- |
| Eurocopa 2024 | Alemania | Cuartos de final | 1        | 0     |

## Estadísticas

### Clubes
Actualizado al último partido disputado el 21 de diciembre de 2024.
| F. C. Colonia II · Alemania     | 4.ª           | 2017-18       | 31  | 2  | 8  | —  | — | — | — | — | — | 31  | 2  | 8  | 0.06 |
| F. C. Colonia II · Alemania     | 4.ª           | 2018-19       | 33  | 5  | 3  | —  | — | — | — | — | — | 33  | 5  | 3  | 0.13 |
| F. C. Colonia II · Alemania     | Total club    | Total club    | 64  | 7  | 11 | 0  | 0 | 0 | 0 | 0 | 0 | 64  | 7  | 11 | 0.11 |
| F. C. Colonia · Alemania        | 1.ª           | 2017-18       | 3   | —  | —  | 1  | — | — | — | — | — | 4   | 0  | 0  | 0    |
| F. C. Colonia · Alemania        | Total club    | Total club    | 3   | 0  | 0  | 1  | 0 | 0 | 0 | 0 | 0 | 4   | 0  | 0  | 0    |
| Borussia Dortmund II · Alemania | 4.ª           | 2019-20       | 24  | 8  | 6  | —  | — | — | — | — | — | 24  | 8  | 6  | 0.33 |
| Borussia Dortmund II · Alemania | Total club    | Total club    | 24  | 8  | 6  | 0  | 0 | 0 | 0 | 0 | 0 | 24  | 8  | 6  | 0.33 |
| SC Paderborn 07 · Alemania      | 2.ª           | 2020-21       | 34  | 13 | 7  | 3  | 1 | 1 | — | — | — | 37  | 14 | 8  | 0.38 |
| SC Paderborn 07 · Alemania      | Total club    | Total club    | 34  | 13 | 7  | 3  | 1 | 1 | 0 | 0 | 0 | 37  | 14 | 8  | 0.38 |
| VfB Stuttgart · Alemania        | 1.ª           | 2021-22       | 25  | 3  | 2  | 1  | — | — | — | — | — | 26  | 3  | 2  | 0.12 |
| VfB Stuttgart · Alemania        | 1.ª           | 2022-23       | 35  | 5  | 2  | 5  | — | 2 | — | — | — | 40  | 5  | 4  | 0.13 |
| VfB Stuttgart · Alemania        | 1.ª           | 2023-24       | 34  | 8  | 7  | 4  | 1 | — | — | — | — | 38  | 9  | 7  | 0.24 |
| VfB Stuttgart · Alemania        | 1.ª           | 2024-25       | 14  | 1  | 1  | 4  | 1 | — | 5 | 1 | — | 23  | 2  | 1  | 0.09 |
| VfB Stuttgart · Alemania        | Total club    | Total club    | 108 | 17 | 12 | 14 | 2 | 2 | 5 | 1 | 0 | 129 | 19 | 15 | 0.15 |
| Total carrera                   | Total carrera | Total carrera | 233 | 45 | 36 | 18 | 3 | 3 | 5 | 1 | 0 | 258 | 48 | 40 | 0.19 |
| 1.                              |               |               |     |    |    |    |   |   |   |   |   |     |    |    |      |

## Palmarés

### Campeonatos nacionales
| Título           | Club          | País     | Año  |
| ---------------- | ------------- | -------- | ---- |
| Copa de Alemania | VfB Stuttgart | Alemania | 2025 |